# Euxoa angulirena
Euxoa angulirena är en fjärilsart som beskrevs av Smith 1910. Euxoa angulirena ingår i släktet Euxoa och familjen nattflyn. Inga underarter finns listade i Catalogue of Life.